# Vamsta naturreservat
Vamsta naturreservat är ett naturreservat i Östhammars kommun i Uppsala län.
Området är naturskyddat sedan 2006 och är 18 hektar stort. Reservatet består av gammal barrskog och en mindre myr.